# ريكاردو روشا
ريكاردو سيرجيو روشا أزيفيدو (بالبرتغالية: Ricardo Sérgio Rocha Azevedo‏)، من مواليد 3 أكتوبر 1978 في سانتو تيرسو في البرتغال، لاعب كرة قدم برتغالي.
بدأ مسيرته الكروية مع نادي فاماليكاو في موسم 1998/1999، وشارك معهم في 32 مباراة، وفي عام 1999 انتقل إلى نادي براغا، ولعب معهم حتى عام 2002، وشارك معهم في 85 مباراة وسجل هدفين، وفي عام 2002 انتقل إلى نادي بنفيكا، ولعب معهم حتى عام 2007، وشارك معهم في 81 مباراة وسجل 4 أهداف، ومنذ عام 2007 وهو يلعب مع نادي توتنهام هوتسبر الإنجليزي.
و قد بدأ باللعب مع منتخب البرتغال لكرة القدم في عام 2004.

## مسيرته الكروية
لعب ريكاردو روشا خلال مسيرته الاحترافية مع 7 أندية في ثمانية عشر موسمًا وسجل خلالها 9 أهداف ضمن 334 مباراة. حيث فاز في موسمًا واحدًا بالكأس وفي موسمًا واحدًا بالدوري.
خاض ريكاردو روشا مسيرته مع نادي فاماليساو في موسم 1998–99 لمدة موسم واحد، مشاركًا في 28 مباراة سجل خلالها هدفين. ثم انتقل إلى S.C. Braga B ‏ في موسم 1999–00 ولمدة موسمين، حيث شارك في 33 مباراة سجل خلالها هدفين أيضًا. لينتقل بعدها إلى نادي سبورتينغ براغا في موسم 2000–01 ولمدة موسمين، مشاركًا في 44 مباراة سجل خلالها هدفين أيضًا. ثم انتقل إلى نادي بنفيكا في موسم 2002–03 ليلعب معه خمسة مواسم، مشاركًا في 115 مباراة سجل خلالها 3 أهداف. هذا وانتقل لاحقًا إلى نادي توتنهام هوتسبير في موسم 2006–07 واستمر معه طيلة ثلاثة مواسم، مشاركًا في 14 مباراة ولم يسجل أي هدف. ثم انتقل بعدها إلى نادي بورتسموث في موسم 2009–10 ليلعب معه أربعة مواسم، مشاركًا في 93 مباراة ولم يسجل أي هدف أيضًا.

## روابط خارجية
- ريكاردو روشا على موقع قاعدة بيانات كرة القدم.إي يو (الإنجليزية)
- ريكاردو روشا على موقع ناشيونال فوتبول تيمز (الإنجليزية)
- ريكاردو روشا على موقع Soccerbase.com (لاعب) (الإنجليزية)
- ريكاردو روشا على موقع Soccerway.com (الإنجليزية)
- ريكاردو روشا على موقع عالم كرة القدم.نت (الإنجليزية)